# گاو-بیکلهایم
گاو-بیکلهایم (به آلمانی: Gau-Bickelheim) یک شهر در آلمان است که در آلزی-ورمز واقع شده‌است. گاو-بیکلهایم ۲٬۱۳۶ نفر جمعیت دارد.